# Myopa testacea
Myopa testacea är en tvåvingeart som först beskrevs av Carl von Linné 1767.  Myopa testacea ingår i släktet Myopa och familjen stekelflugor. Arten är reproducerande i Sverige. Inga underarter finns listade i Catalogue of Life.